# 山内六郎
山内 六郎（やまうち ろくろう、1908年（明治41年）6月9日 - 没年不明）は、日本の造園系官僚。

## 来歴
静岡県に生まれる。旧制第四高等学校を経て、1934年に京都帝国大学農学部を卒業。1937年に静岡県立静岡農学校（現・静岡県立静岡農業高等学校）の教諭となる。
1940年に内務省に入り、計画局都市計画課技手となる。翌年、都市計画大阪地方委員会技手兼大阪府都市計画課技手に転じ、1943年には都市計画北海道地方委員会技師兼北海道庁技師となった。
1947年から福岡県土木部計画課公園係長を務めた後、1955年に神戸市建設局に移る。神戸市では土木緑地砂防課長などを務めた。
1972年に第3回日本公園緑地協会公園緑地折下功労賞、昭和60年度（第4回）日本造園学会上原敬二賞を、それぞれ受賞している。